# Espagnol rioplatense
 (avril 2019).
Si vous disposez d'ouvrages ou d'articles de référence ou si vous connaissez des sites web de qualité traitant du thème abordé ici, merci de compléter l'article en donnant les références utiles à sa vérifiabilité et en les liant à la section « Notes et références ».
L'espagnol rioplatense (ou castillan rioplatense) est la variante de l'espagnol employée en Argentine et en Uruguay. Il est fortement influencé par l'italien à cause du grand nombre d'immigrants italiens au XIXe siècle et au début du XXe siècle dans la région.

## Prononciation
Tout comme dans le reste de l'Amérique, ainsi qu'en Andalousie, le « s » et le « z » se prononcent [s] (seseo).
La principale différence de prononciation entre l'espagnol rioplatense et l'espagnol standard est la prononciation du « ll » (elle) et du « y ». Dans la plupart des pays hispanophones, comme l'Espagne, le « ll » et le « y » se prononcent de la même manière (phénomène de yeísmo), à savoir [ʝ]. Dans certaines régions d'Amérique et d'Espagne, le « ll » et le « y » ont des prononciations différentes, et se prononcent respectivement [ʎ] et [ʝ].
Cependant, en Argentine et en Uruguay, le « ll » et le « y » se prononcent de la même manière (yeísmo). Mais ces lettres ne se prononcent pas [ʝ] mais [ʒ] (comme le « j » français) ou [ʃ] (principalement dans la région de Buenos Aires). Par exemple « ¿Cómo te llamas? » (Comment t'appelles-tu ?) se prononcera phonétiquement [komo te ʒamas] ou [komo te ʃamas] au lieu de [komo te ʝamas] ou [komo te ʎamas].
Le « s » en fin de syllabe ne se prononce presque pas. On dit qu'il est aspiré.
L'accent rioplatense a des intonations et sonorités très italiennes.

## Grammaire

### Pronoms
Le vosotros n'est pas utilisé ; remplacé par le ustedes, il se conjugue comme celui-ci (à la troisième personne du pluriel). De même, le tú est remplacé par le vos (voseo).
Exemple de conjugaison du verbe être : yo soy, vos sos, él/ella es, usted es, nosotros somos, ustedes son, ellos/ellas son.

Ti est aussi remplacé par Vos :
| Argentine/Uruguay | Ailleurs     | En français       |
| ----------------- | ------------ | ----------------- |
| Es para vos.      | Es para ti.  | C'est pour toi.   |
| Voy con vos.      | Voy contigo. | Je vais avec toi. |

### Présent
Les changements relatifs à la conjugaison concernent habituellement la deuxième personne du singulier. Sa conjugaison se fait de la façon suivante : remplacer le « r » de l'infinitif par le « s » de la deuxième personne du singulier, ajouter l'accent écrit sur la dernière syllabe : l'accent tonique ne change pas de l'infinitif. Les diphtongues des formes irrégulières disparaissent donc. Par exemple, à Buenos Aires et à Montevideo, on ne dira pas tú puedes mais vos podés, tú duermes mais vos dormís.

### Impératif
Aussi au mode impératif, il y a des changements à la deuxième personne du singulier. L'accent tonique est, comme au présent, sur la dernière syllabe, non sur l'avant-dernière. On dira Mirá au lieu de Mira. Ainsi tous les verbes irréguliers de l'espagnol d'Espagne se forment de manière régulière :
| Standard | Rioplatense |
| -------- | ----------- |
| Canta    | Cantá       |
| Haz      | Hacé        |
| Pon      | Poné        |
| Sal      | Salí        |
| Di       | Decí        |
| Ven      | Vení        |

### Passé
En rioplatense, le passé composé est presque toujours remplacé par le passé simple.

### Futur
Pour le futur, on utilise généralement le futur proche (« ir a » + verbe à l'infinitif).

## Vocabulaire

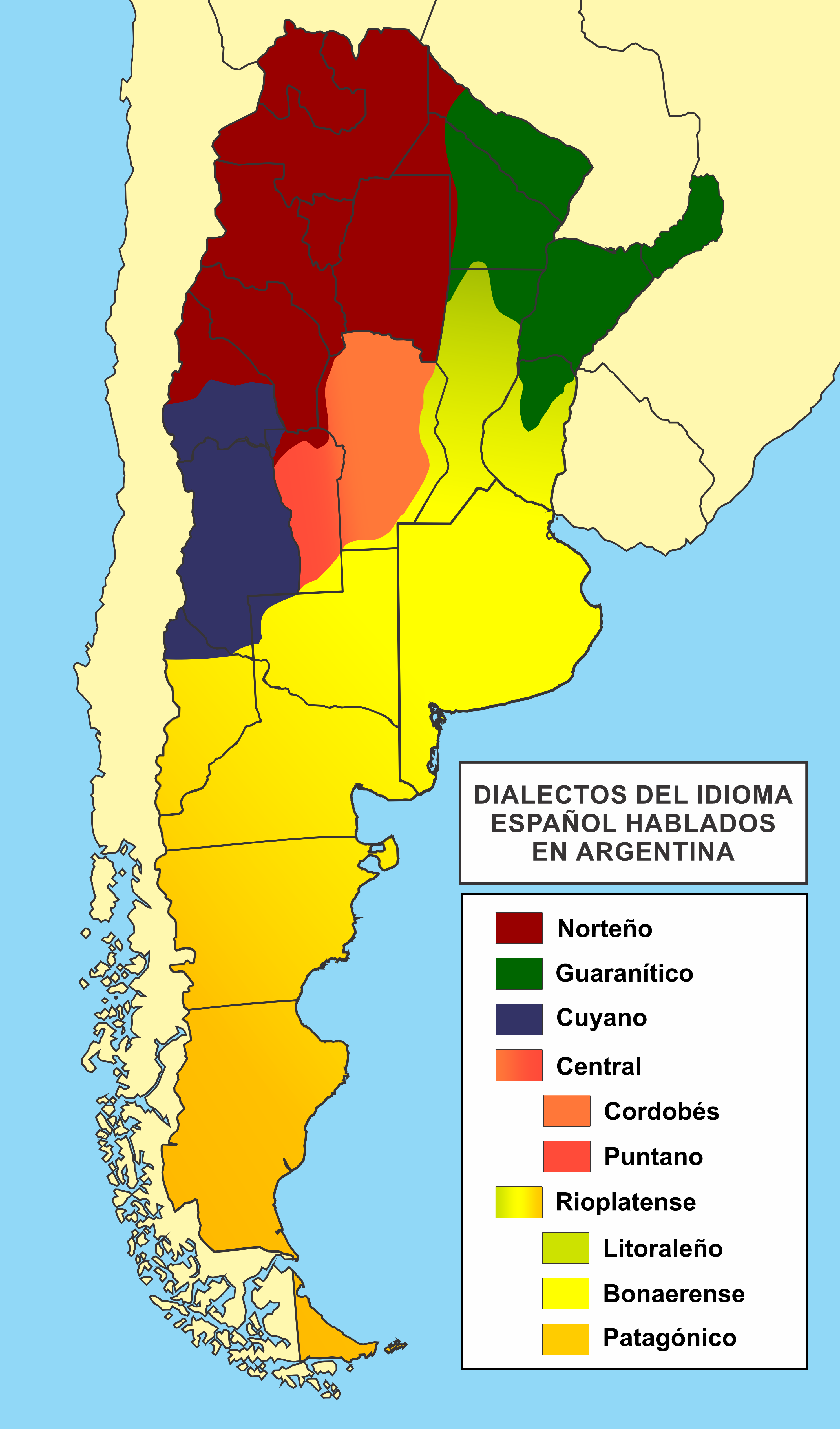
Dialectes de la langue espagnole parlés en Argentine.

De nombreux mots employés en Argentine et Uruguay n'existent pas dans le vocabulaire utilisé en Espagne ou dans le reste de l'Amérique hispanique. Une grande partie de ces mots vient du lunfardo, argot, associé au tango.
Ces mots sont en général d'origines diverses (langues d'immigrés européens ou dialectes andins ou guaranis par exemple), et sont parfois rentrés dans le vocabulaire courant et ne sont pas considérés comme argot. Par exemple, le mot laburo, qui signifie « travail » (et que l'on retrouve aussi en français sous la forme « labeur » ainsi qu'en espagnol sous la forme « labor »), vient de l'italien lavoro, est un mot de lunfardo.
Ainsi, l'espagnol rioplatense est riche de nombreux mots (noms, verbes, adjectifs, etc.) n'existant pas dans d'autres dialectes. Cependant, il existe aussi des mots d'espagnol existant en espagnol rioplatense, et dont le sens a été détourné. Par exemple, coger (prendre) et acabar (terminer) ont des connotations sexuelles en rioplatense ; il faut donc leur préférer l'emploi de agarrar ou tomar pour le premier et terminar pour le second. De même, si le mot concha signifie en Espagne coquillage et y est même un prénom féminin courant, en rioplatense il désigne le sexe de la femme (registre vulgaire). On précise donc concha marina, ou remplace ce mot par un terme plus précis : almeja (palourde) mejillón (moule), caracol (coquillage à spirale).